# Cape Wiles
Cape Wiles är en udde i Australien. Den ligger i kommunen Lower Eyre Peninsula och delstaten South Australia, omkring 270 kilometer väster om delstatshuvudstaden Adelaide.
Trakten är glest befolkad. Närmaste större samhälle är Tulka, omkring 19 kilometer nordost om Cape Wiles. 
Genomsnittlig årsnederbörd är 585 millimeter. Den regnigaste månaden är juni, med i genomsnitt 126 mm nederbörd, och den torraste är januari, med 16 mm nederbörd.